# Dan-Issa
Dan-Issa este o comună rurală din departamentul Madarounfa, regiunea Maradi, Niger, cu o populație de 54.290 de locuitori (2001).